# Maurice Wilkins
Maurice Hugh Frederick Wilkins (Pongaroa, Nova Zelanda, 15 de desembre de 1916 - Londres, Anglaterra, 5 d'octubre de 2004) fou un biofísic anglès guardonat amb el Premi Nobel de Medicina o Fisiologia l'any 1962 pel seu descobriment de l'estructura de l'ADN.

## Biografia
Va néixer el 15 de desembre 1916 a la ciutat de Pongaroa, situada al sud-est de l'Illa del Nord de Nova Zelanda, en aquells moments part de l'imperi Britànic. Als sis anys els seus pares es traslladaren a Birgmingham, Anglaterra. Va estudiar física a la Universitat de Cambridge i es va doctorar a la Universitat de Birmingham el 1940 sota la supervisió de John Randall.
Morí el 5 d'octubre 2004 a la ciutat de Londres.

## Recerca científica
Al començar la Segona Guerra Mundial es traslladà als Estats Units per treballar durant dos anys en el Projecte Manhattan per al perfeccionament del radar i en la separació d'isòtops d'urani mitjançant l'espectrògraf de masses per a la construcció de la bomba atòmica. El 1945 al costat de Randall dugué a terme estudis sobre els efectes genètics dels ultrasons i per l'espectrofotometria de la radiació ultraviolada dels àcids nucleics en les cèl·lules.

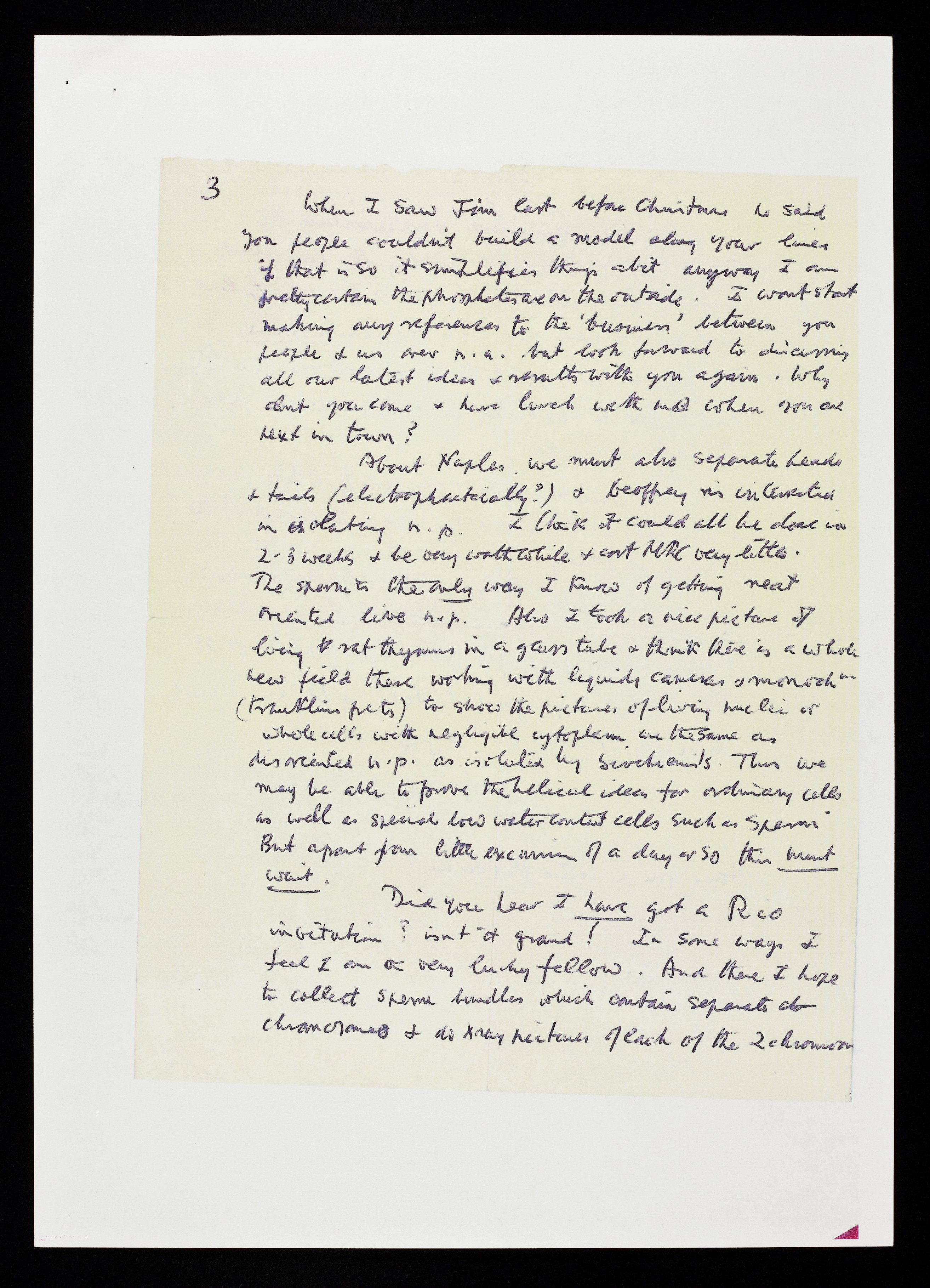
Carta manuscrita de Wilkins a Crick sobre l'estructura de l'ADN.

Interessat en l'estructura de l'àcid desoxiribonucleic, Wilkins inicià la seva recerca amb Rosalind Franklin a partir de la difracció de raigs X. Ambdós aconseguiren observar l'estructura helicoidal de l'ADN, que posteriorment servirà de base per a la descripció d'aquesta estructura realitzada James D. Watson i Francis Crick.
L'any 1962 Wilkins, Watson i Crick foren guardonats amb el Premi Nobel de Medicina o Fisiologia pel descobriment de l'estructura de l'ADN, un premi que deixà de banda les grans aportacions realitzades per Rosalind Franklin, morta l'any 1958, la qual cosa la feu inelegible per al Premi Nobel.